# Trolovningsbarn
Trolovningsbarn kallas barn, födda av en trolovad kvinna. Barns förhållande till "den äkta sängen" hade förr rättslig betydelse, och barn födda av trolovade föräldrar betraktades som äkta, och var bl a arvsberättigade efter sin far.
Med trolovningsbarn avsågs i äldre svensk rätt barn som var avlat i trolovning, eller vars föräldrar efter dess avlelse ingått trolovning med varandra.
Före år 1917 gjordes juridiskt ingen skillnad mellan trolovningsbarn och barn födda inom äktenskapet. Fram till 1970 ärvde trolovningsbarn sin far till skillnad från andra utomäktenskapliga barn. Sedan 1970 ärver samtliga barn oavsett om föräldrarna är gifta eller ej.